# Lachnus longirostris
Lachnus longirostris är en insektsart. Lachnus longirostris ingår i släktet Lachnus och familjen långrörsbladlöss. Inga underarter finns listade i Catalogue of Life.